# Hermann Lang (Maler)
Hermann Lang (* 3. April 1856 in Hürben; † 3. Juli 1899 in München) war ein deutscher Maler.
Lang war der Sohn eines Notars. Am 18. Oktober 1876 schrieb er sich für die Antikenklasse an der Akademie der Bildenden Künste München ein. Er bildete sich anschließend in Italien weiter aus. Sein 1883 ausgezeichnetes Bild Die heilige Afra wurde bei der Internationalen Ausstellung im Münchner Glaspalast ausgestellt.  Zu Beginn des Jahres 1889 malte er ein Porträt von Hermann Allmers. Im selben Jahr war sein Gemälde Jesus Christus: Es ist vollbracht Teil der Jahresausstellung im Glaspalast München. Lang gehörte 1893 zu den Gründungsmitgliedern der Deutschen Gesellschaft für christliche Kunst.